# アレクサンドリアの聖カタリナ (アルテミジア・ジェンティレスキ)
『アレクサンドリアの聖カタリナ』（伊: Santa Caterina d'Alessandria, 英: Saint Catherine of Alexandria）は、イタリアのバロック期の女性画家アルテミジア・ジェンティレスキが1615年から1617年頃に制作した絵画である。油彩。キリスト教の聖人であるアレクサンドリアの聖カタリナを主題としている。現在はフィレンツェのウフィツィ美術館に所蔵されている。
アルテミジアは本作品と現在ロンドンのナショナル・ギャラリーに所蔵されている『アレクサンドリアの聖カタリナとしての自画像』（Autoritratto come santa Caterina d'Alessandria, 1615年-1617年）を制作するために、おそらく同じカルトンまたは下絵を使用した。

## 主題
聖カタリナはキリスト教の信仰を断固として擁護し、ローマ皇帝マクセンティウスに反抗した4世紀のアレクサンドリア王コストゥスの娘として生まれた。聖カタリナは学識豊かな王女で、マクセンティウスの招聘した学者たちをことごとく論破したため、激怒した皇帝は彼女を投獄したが、聖カタリナは信仰を捨てなかった。聖カタリナは拷問道具である鋭いスパイクのある車輪の使用により死刑を宣告されたが、その車輪が奇跡的に破壊されたため助かった。その後、彼女は斬首された。破壊された車輪はキリスト教の殉教者である彼女を象徴するアトリビュートとなった。

## 作品

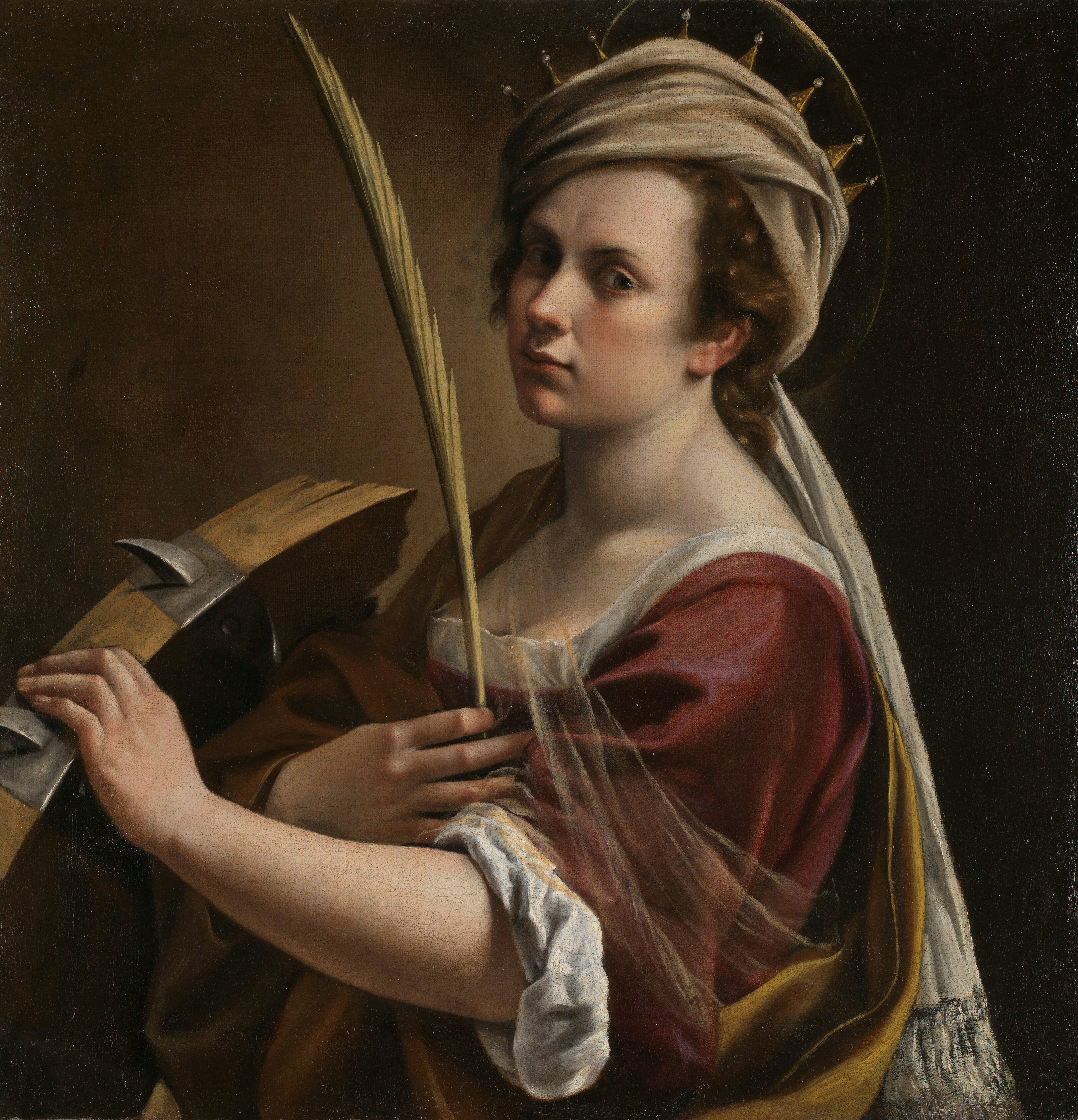
アルテミジア・ジェンティレスキが1615年から1617年に制作した『アレクサンドリアの聖カタリナとしての自画像』。ロンドン・ナショナル・ギャラリー所蔵。

聖カタリナは暗い背景に四分の三正面像で描かれている。頭上に王冠を戴いた聖カタリナは天を見上げている。左手にはアトリビュートである鋭い金属製のスパイクがついた車輪を持ち、右手に殉教を象徴するナツメヤシの葉を持って、自らの胸に当てている。右からの強い光が聖女の肩や首、左腕の白い肌を照らしている。この劇的な照明はミケランジェロ・メリージ・ダ・カラヴァッジョの影響を示している。
制作年代を特定する明確な証拠はないが、美術史家はシエーナ総督カテリーナ・ディ・フェルディナンド・デ・メディチがフィレンツェに住んでいた頃に制作されたと考えている。芸術家たちはメディチ家の宮廷の愛顧を求めたため、この期間に美しさと謙虚さで有名な聖人を描写した作品がフィレンツェで非常に人気になった。研究者らは、さらに聖カタリナの王冠の図像と第3代トスカーナ大公のフェルディナンド1世・デ・メディチのために制作された王冠との間に類似性があることを指摘している。
2019年、絵画は貴石博物館の修復家による科学調査を受け、アルテミジアが制作過程で構図を変更したことが明らかになった。それによると、もともと下絵の構図ではターバンを巻いた頭部を鑑賞者の方に向けている女性像が描かれていた。これは聖カタリナを描いたアルテミジアの最終的な完成作とは異なっている。この下絵はナショナル・ギャラリーの『アレクサンドリアの聖カタリナとしての自画像』と比較され、その結果、アルテミジアは両図像に同じカルトンまたは下絵を使用したと結論づけられた。この結論は、アルテミジアが女性殉教者のイメージを描く際に自らをモデルとしたという証拠を提供する。さらに、X線撮影により、最終バージョンでは完全に塗りつぶされた第３の顔の存在が明らかになった。これはおそらく実現されなかった絵画作品の初期のスケッチであり、アルテミジアがキャンバスを再利用したことを示している。美術史家によれば、最終的に描かれた女性像は実在の人物、具体的にはカテリーナ・デ・メディチ、マリーア・マッダレーナ・ダウストリア、または画家自身を描いたと考えられている。

## 来歴
初期の来歴は不明だが、フィレンツェ郊外にあるアルティミーノのメディチ荘のメディチ家のコレクションに1683年まで所蔵されていたことが分かっている。その後、1890年までフィレンツェのアカデミア美術館、さらに少なくとも1989年までフィレンツェ美術館監督局に移されたのち、ウフィツィ美術館に収蔵された。
大規模な修復が1966年に完了しており、かつて公開するにはあまりにも脆弱すぎると考えられていた絵画の状態は現在では回復している。1993年、ウフィツィ美術館近くのゲオルゴフィリ通り（Via dei Georgofili）でシチリア・マフィアが爆破テロを引き起こした。このゲオルゴフィリ通り爆破事件により絵画はさらに損傷したが、その後修復された。

## ギャラリー
関連作品

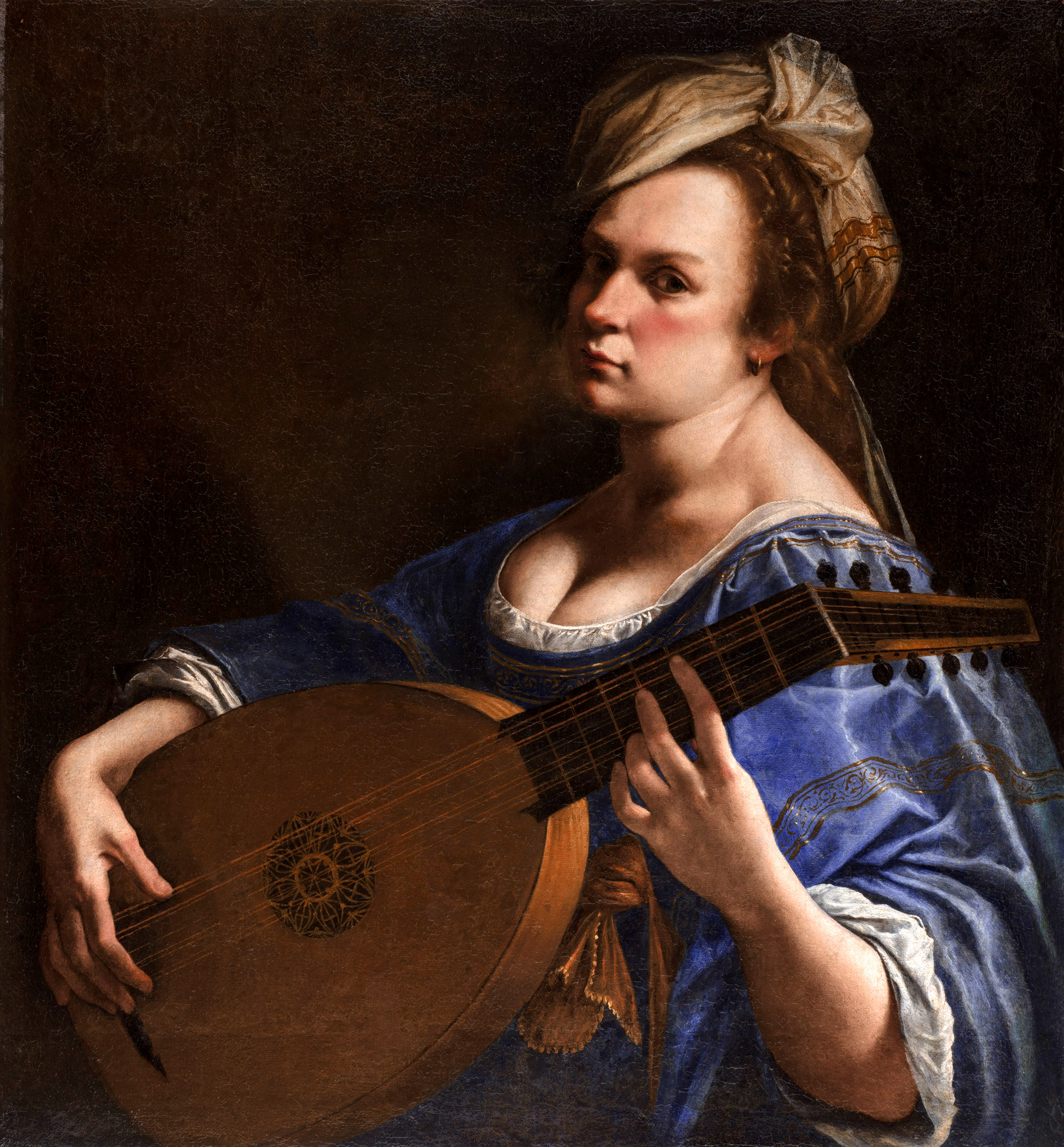
『リュート奏者としての自画像』1615年頃 ワズワース・アテネウム美術館所蔵
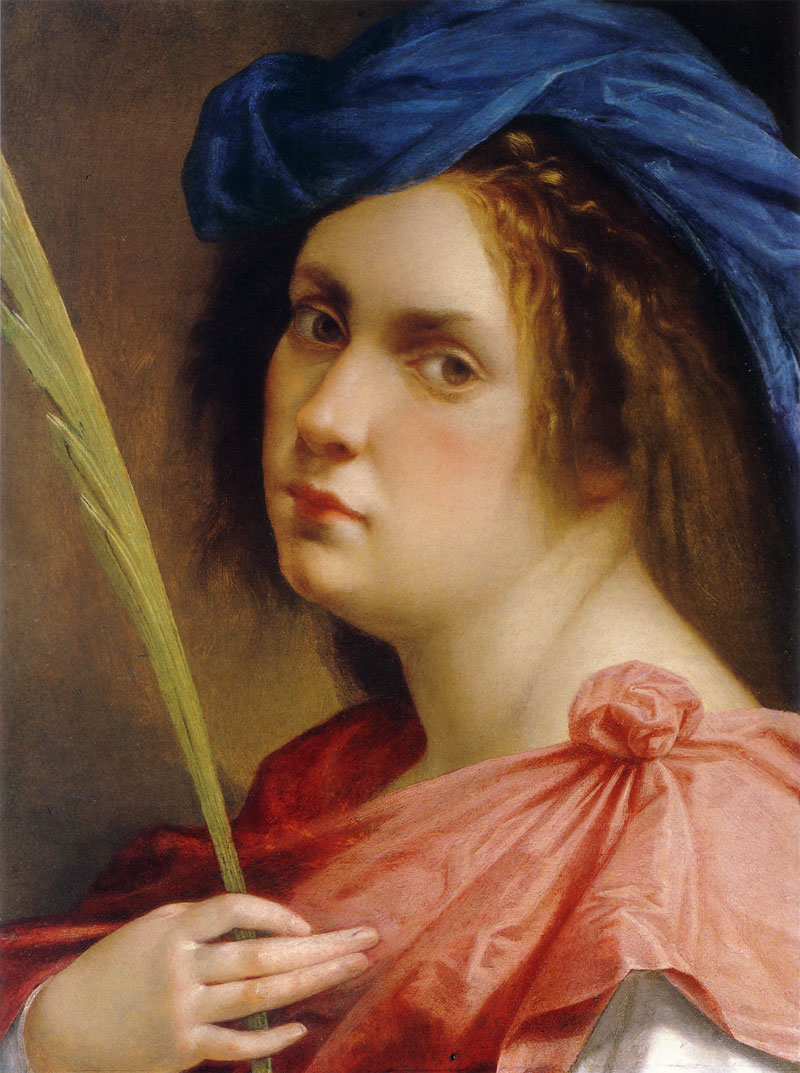
『女性殉教者としての自画像』1615年頃 個人蔵